# Interlands Cypriotisch voetbalelftal 2020-2029
Deze pagina toont een chronologisch en gedetailleerd overzicht van de interlands die het Cypriotisch voetbalelftal speelt en heeft gespeeld in de periode 2020 – 2029.

## Interlands

### 2020
|                                                                                     |        |                                       |            |                                                                        |
| 5 september UEFA Nations League Groep C1 № 367 «onderlinge duels» 19:00 uur (UTC+3) | Cyprus | 0 – 2                                 | Montenegro | GSP-stadion, Nicosia Toeschouwers: 0 Scheidsrechter: Harm Osmers (GER) |
| 5 september UEFA Nations League Groep C1 № 367 «onderlinge duels» 19:00 uur (UTC+3) |        | 60' Stevan Jovetić 73' Stevan Jovetić |            | GSP-stadion, Nicosia Toeschouwers: 0 Scheidsrechter: Harm Osmers (GER) |

|                                                                                     |        |                     |              |                                                                        |
| 8 september UEFA Nations League Groep C1 № 368 «onderlinge duels» 21:45 uur (UTC+3) | Cyprus | 0 – 1               | Azerbeidzjan | GSP-stadion, Nicosia Toeschouwers: 0 Scheidsrechter: Filip Glova (SVK) |
| 8 september UEFA Nations League Groep C1 № 368 «onderlinge duels» 21:45 uur (UTC+3) |        | 29' Maksim Medvedev |              | GSP-stadion, Nicosia Toeschouwers: 0 Scheidsrechter: Filip Glova (SVK) |

|                                                                        |                   |       |                                            |                                                                                                |
| 7 oktober Vriendschappelijk № 369 «onderlinge duels» 19:00 uur (UTC+3) | Cyprus            | 1 – 2 | Tsjechië                                   | AEK Arena - Georgios Karapatakis, Larnaca Toeschouwers: 0 Scheidsrechter: Lionel Tschudi (SUI) |
| 7 oktober Vriendschappelijk № 369 «onderlinge duels» 19:00 uur (UTC+3) | Loizos Loizou 32' |       | 13' Tomáš Holeš 43' (pen.) Vladimír Darida | AEK Arena - Georgios Karapatakis, Larnaca Toeschouwers: 0 Scheidsrechter: Lionel Tschudi (SUI) |

|                                                                                    |                                   |       |        |                                                                                       |
| 10 oktober UEFA Nations League Groep C1 № 370 «onderlinge duels» 15:00 uur (UTC+2) | Luxemburg                         | 2 – 0 | Cyprus | Stade Josy Barthel, Luxemburg Toeschouwers: 1.334 Scheidsrechter: Don Robertson (SCO) |
| 10 oktober UEFA Nations League Groep C1 № 370 «onderlinge duels» 15:00 uur (UTC+2) | Danel Sinani 12' Danel Sinani 26' |       |        | Stade Josy Barthel, Luxemburg Toeschouwers: 1.334 Scheidsrechter: Don Robertson (SCO) |

|                                                                                    |              |       |        |                                                                                   |
| 13 oktober UEFA Nations League Groep C1 № 371 «onderlinge duels» 18:00 uur (UTC+2) | Azerbeidzjan | 0 – 0 | Cyprus | Elbasan Arena, Elbasan (Albanië) Toeschouwers: 0 Scheidsrechter: Fran Jović (CRO) |
| 13 oktober UEFA Nations League Groep C1 № 371 «onderlinge duels» 18:00 uur (UTC+2) |              |       |        | Elbasan Arena, Elbasan (Albanië) Toeschouwers: 0 Scheidsrechter: Fran Jović (CRO) |

|                                                                          |                                             |       |                 |                                                                                   |
| 11 november Vriendschappelijk № 372 «onderlinge duels» 16:45 uur (UTC+2) | Griekenland                                 | 2 – 1 | Cyprus          | Georgios Kamarasstadion, Athene Toeschouwers: 0 Scheidsrechter: Harm Osmers (GER) |
| 11 november Vriendschappelijk № 372 «onderlinge duels» 16:45 uur (UTC+2) | Christos Tzolis 8' Georgios Giakoumakis 17' |       | 58' Marios Ilia | Georgios Kamarasstadion, Athene Toeschouwers: 0 Scheidsrechter: Harm Osmers (GER) |

|                                                                                     |                                                    |       |                             |                                                                               |
| 14 november UEFA Nations League Groep C1 № 373 «onderlinge duels» 19:00 uur (UTC+2) | Cyprus                                             | 2 – 1 | Luxemburg                   | GSP-stadion, Nicosia Toeschouwers: 0 Scheidsrechter: Mattias Gestranius (FIN) |
| 14 november UEFA Nations League Groep C1 № 373 «onderlinge duels» 19:00 uur (UTC+2) | Grigoris Kastanos 34' (pen.) Grigoris Kastanos 71' |       | 5' (e.d.) Ioannis Kousoulos | GSP-stadion, Nicosia Toeschouwers: 0 Scheidsrechter: Mattias Gestranius (FIN) |

|                                                                                     |                                                                                      |       |        |                                                                                         |
| 17 november UEFA Nations League Groep C1 № 374 «onderlinge duels» 20:45 uur (UTC+1) | Montenegro                                                                           | 4 – 0 | Cyprus | Pod Goricomstadion, Podgorica Toeschouwers: 0 Scheidsrechter: Eitan Shemeulevitch (ISR) |
| 17 november UEFA Nations League Groep C1 № 374 «onderlinge duels» 20:45 uur (UTC+1) | Stevan Jovetić 14' Aleksandar Boljević 25' Aleksandar Boljević 28' Stefan Mugoša 60' |       |        | Pod Goricomstadion, Podgorica Toeschouwers: 0 Scheidsrechter: Eitan Shemeulevitch (ISR) |

### 2021
|                                                                             |        |       |           |                                                                               |
| 24 maart WK-kwalificatie Groep H № 375 «onderlinge duels» 21:45 uur (UTC+2) | Cyprus | 0 – 0 | Slowakije | GSP-stadion, Nicosia Toeschouwers: 0 Scheidsrechter: Aleksandar Stavrev (MKD) |
| 24 maart WK-kwalificatie Groep H № 375 «onderlinge duels» 21:45 uur (UTC+2) |        |       |           | GSP-stadion, Nicosia Toeschouwers: 0 Scheidsrechter: Aleksandar Stavrev (MKD) |

|                                                                             |                   |       |        |                                                                              |
| 27 maart WK-kwalificatie Groep H № 376 «onderlinge duels» 18:00 uur (UTC+1) | Kroatië           | 1 – 0 | Cyprus | Stadion Rujevica, Rijeka Toeschouwers: 0 Scheidsrechter: Kristo Tohver (EST) |
| 27 maart WK-kwalificatie Groep H № 376 «onderlinge duels» 18:00 uur (UTC+1) | Mario Pašalić 40' |       |        | Stadion Rujevica, Rijeka Toeschouwers: 0 Scheidsrechter: Kristo Tohver (EST) |

|                                                                             |                    |       |          |                                                                           |
| 30 maart WK-kwalificatie Groep H № 377 «onderlinge duels» 19:00 uur (UTC+3) | Cyprus             | 1 – 0 | Slovenië | GSP-stadion, Nicosia Toeschouwers: 0 Scheidsrechter: Andreas Ekberg (SWE) |
| 30 maart WK-kwalificatie Groep H № 377 «onderlinge duels» 19:00 uur (UTC+3) | Ioannis Pittas 42' |       |          | GSP-stadion, Nicosia Toeschouwers: 0 Scheidsrechter: Andreas Ekberg (SWE) |

|                                                                     |                    |       |        |                                                                                     |
| 4 juni Vriendschappelijk № 378 «onderlinge duels» 20:00 uur (UTC+2) | Hongarije          | 1 – 0 | Cyprus | Szusza Ferencstadion, Boedapest Toeschouwers: 6.324 Scheidsrechter: Matej Jug (SVN) |
| 4 juni Vriendschappelijk № 378 «onderlinge duels» 20:00 uur (UTC+2) | András Schäfer 36' |       |        | Szusza Ferencstadion, Boedapest Toeschouwers: 6.324 Scheidsrechter: Matej Jug (SVN) |

|                                                                     | |       |        |                                                                                            |
| 7 juni Vriendschappelijk № 379 «onderlinge duels» 19:00 uur (UTC+3) | Oekraïne                                                                                                   | 4 – 0 | Cyprus | Metaliststadion, Charkov Toeschouwers: 18.000 Scheidsrechter: Vitālijs Spasjoņņikovs (LVA) |
| 7 juni Vriendschappelijk № 379 «onderlinge duels» 19:00 uur (UTC+3) | Roman Jaremtsjoek 37' (pen.) Oleksandr Zintsjenko 45+2' (pen.) Roman Jaremtsjoek 59' Andrij Jarmolenko 65' |       |        | Metaliststadion, Charkov Toeschouwers: 18.000 Scheidsrechter: Vitālijs Spasjoņņikovs (LVA) |

|                                                                                |                                                  |       |        | |
| 1 september WK-kwalificatie Groep H № 380 «onderlinge duels» 20:45 uur (UTC+2) | Malta                                            | 3 – 0 | Cyprus | Ta' Qalistadion, Ta' Qali Toeschouwers: 2.686 Scheidsrechter: Fabio Maresca (ITA) Video-assistent: Massimiliano Irrati (ITA) |
| 1 september WK-kwalificatie Groep H № 380 «onderlinge duels» 20:45 uur (UTC+2) | Cain Attard 44' Joseph Mbong 46' Cain Attard 54' |       |        | Ta' Qalistadion, Ta' Qali Toeschouwers: 2.686 Scheidsrechter: Fabio Maresca (ITA) Video-assistent: Massimiliano Irrati (ITA) |

|                                                                                |        |                                               |         | |
| 4 september WK-kwalificatie Groep H № 381 «onderlinge duels» 19:00 uur (UTC+3) | Cyprus | 0 – 2                                         | Rusland | GSP-stadion, Nicosia Toeschouwers: 1.645 Scheidsrechter: Alejandro Hernández (ESP) Video-assistent: José María Sánchez Martínez (ESP) |
| 4 september WK-kwalificatie Groep H № 381 «onderlinge duels» 19:00 uur (UTC+3) |        | 6' Aleksandr Jerochin 55' Rifat Zjemaletdinov |         | GSP-stadion, Nicosia Toeschouwers: 1.645 Scheidsrechter: Alejandro Hernández (ESP) Video-assistent: José María Sánchez Martínez (ESP) |

|                                                                                |                                       |       |        | |
| 7 september WK-kwalificatie Groep H № 382 «onderlinge duels» 20:45 uur (UTC+2) | Slowakije                             | 2 – 0 | Cyprus | Národný futbalový štadión, Bratislava Toeschouwers: 6.762 Scheidsrechter: Aliyar Ağayev (AZE) Video-assistent: Massimiliano Irrati (ITA) |
| 7 september WK-kwalificatie Groep H № 382 «onderlinge duels» 20:45 uur (UTC+2) | Ivan Schranz 55' Martin Koscelník 77' |       |        | Národný futbalový štadión, Bratislava Toeschouwers: 6.762 Scheidsrechter: Aliyar Ağayev (AZE) Video-assistent: Massimiliano Irrati (ITA) |

|                                                                              |        |                                                          |         | |
| 8 oktober WK-kwalificatie Groep H № 383 «onderlinge duels» 21:45 uur (UTC+3) | Cyprus | 0 – 3                                                    | Kroatië | AEK Arena - Georgios Karapatakis, Larnaca Toeschouwers: 2.333 Scheidsrechter: Michael Oliver (ENG) Video-assistent: Chris Kavanagh (ENG) |
| 8 oktober WK-kwalificatie Groep H № 383 «onderlinge duels» 21:45 uur (UTC+3) |        | 45+2' Ivan Perišić 80' Joško Gvardiol 90+2' Marko Livaja |         | AEK Arena - Georgios Karapatakis, Larnaca Toeschouwers: 2.333 Scheidsrechter: Michael Oliver (ENG) Video-assistent: Chris Kavanagh (ENG) |

|                                                                               |                                       |       |                                         | |
| 11 oktober WK-kwalificatie Groep H № 384 «onderlinge duels» 19:00 uur (UTC+3) | Cyprus                                | 2 – 2 | Malta                                   | AEK Arena - Georgios Karapatakis, Larnaca Toeschouwers: 1.405 Scheidsrechter: Dennis Higler (NED) Video-assistent: Allard Lindhout (NED) |
| 11 oktober WK-kwalificatie Groep H № 384 «onderlinge duels» 19:00 uur (UTC+3) | Fotis Papoulis 7' Pieros Sotiriou 80' |       | 53' Zach Muscat 90+8' Jurgen Degabriele | AEK Arena - Georgios Karapatakis, Larnaca Toeschouwers: 1.405 Scheidsrechter: Dennis Higler (NED) Video-assistent: Allard Lindhout (NED) |

|                                                                                | |       |        | |
| 11 november WK-kwalificatie Groep H № 385 «onderlinge duels» 20:00 uur (UTC+3) | Rusland | 6 – 0 | Cyprus | Krestovskistadion, Sint-Petersburg Toeschouwers: 10.108 Scheidsrechter: Daniel Stefański (POL) Video-assistent: Paweł Raczkowski (POL) |
| 11 november WK-kwalificatie Groep H № 385 «onderlinge duels» 20:00 uur (UTC+3) | Aleksandr Jerochin 4' Fjodor Smolov 55' Andrej Mostovoj 56' Aleksej Soetormin 62' Anton Zabolotni 82' Aleksandr Jerochin 87' |       |        | Krestovskistadion, Sint-Petersburg Toeschouwers: 10.108 Scheidsrechter: Daniel Stefański (POL) Video-assistent: Paweł Raczkowski (POL) |

|                                                                                |                              |       |                          | |
| 14 november WK-kwalificatie Groep H № 386 «onderlinge duels» 15:00 uur (UTC+1) | Slovenië                     | 2 – 1 | Cyprus                   | Stožicestadion, Ljubljana Toeschouwers: 5.117 Scheidsrechter: Sergej Ivanov (RUS) Video-assistent: Vitali Mesjkov (RUS) |
| 14 november WK-kwalificatie Groep H № 386 «onderlinge duels» 15:00 uur (UTC+1) | Miha Zajc 48' Adam Čerin 84' |       | 89' Andronikos Kakoullis | Stožicestadion, Ljubljana Toeschouwers: 5.117 Scheidsrechter: Sergej Ivanov (RUS) Video-assistent: Vitali Mesjkov (RUS) |

### 2022
|                                                                                   |         |       |        | |
| 24 maart UEFA Nations League Play-outs № 387 «onderlinge duels» 19:00 uur (UTC+2) | Estland | 0 – 0 | Cyprus | A. Le Coq Arena, Tallinn Toeschouwers: 5.366 Scheidsrechter: William Collum (SCO) Video-assistent: Darren England (ENG) |
| 24 maart UEFA Nations League Play-outs № 387 «onderlinge duels» 19:00 uur (UTC+2) |         |       |        | A. Le Coq Arena, Tallinn Toeschouwers: 5.366 Scheidsrechter: William Collum (SCO) Video-assistent: Darren England (ENG) |

|                                                                                   |                                         |       |         | |
| 29 maart UEFA Nations League Play-outs № 388 «onderlinge duels» 19:00 uur (UTC+3) | Cyprus                                  | 2 – 0 | Estland | AEK Arena - Georgios Karapatakis, Larnaca Toeschouwers: 2.464 Scheidsrechter: Artur Soares Dias (POR) Video-assistent: João Pinheiro (POR) |
| 29 maart UEFA Nations League Play-outs № 388 «onderlinge duels» 19:00 uur (UTC+3) | Marinos Tzionis 19' Pieros Sotiriou 51' |       |         | AEK Arena - Georgios Karapatakis, Larnaca Toeschouwers: 2.464 Scheidsrechter: Artur Soares Dias (POR) Video-assistent: João Pinheiro (POR) |

|                                                                                |        |                                     |        | |
| 2 juni UEFA Nations League Groep C2 № 389 «onderlinge duels» 19:00 uur (UTC+3) | Cyprus | 0 – 2                               | Kosovo | AEK Arena - Georgios Karapatakis, Larnaca Toeschouwers: 1.550 Scheidsrechter: Jérôme Brisard (FRA) Video-assistent: Pierre Gaillouste (FRA) |
| 2 juni UEFA Nations League Groep C2 № 389 «onderlinge duels» 19:00 uur (UTC+3) |        | 65' Valon Berisha 78' Edon Zhegrova |        | AEK Arena - Georgios Karapatakis, Larnaca Toeschouwers: 1.550 Scheidsrechter: Jérôme Brisard (FRA) Video-assistent: Pierre Gaillouste (FRA) |

|                                                                                |        |       |               | |
| 5 juni UEFA Nations League Groep C2 № 390 «onderlinge duels» 19:00 uur (UTC+3) | Cyprus | 0 – 0 | Noord-Ierland | AEK Arena - Georgios Karapatakis, Larnaca Toeschouwers: 1.663 Scheidsrechter: Enea Jorgji (ALB) Video-assistent: Daniele Chiffi (ITA) |
| 5 juni UEFA Nations League Groep C2 № 390 «onderlinge duels» 19:00 uur (UTC+3) |        |       |               | AEK Arena - Georgios Karapatakis, Larnaca Toeschouwers: 1.663 Scheidsrechter: Enea Jorgji (ALB) Video-assistent: Daniele Chiffi (ITA) |

|                                                                                |                                                                    |       |        | |
| 9 juni UEFA Nations League Groep C2 № 391 «onderlinge duels» 21:45 uur (UTC+3) | Griekenland                                                        | 3 – 0 | Cyprus | Panthessalikostadion, Volos Toeschouwers: 12.418 Scheidsrechter: Tamás Bognár (HUN) Video-assistent: Sascha Stegemann (GER) |
| 9 juni UEFA Nations League Groep C2 № 391 «onderlinge duels» 21:45 uur (UTC+3) | Anastasios Bakasetas 8' Vangelis Pavlidis 20' Dimitris Limnios 49' |       |        | Panthessalikostadion, Volos Toeschouwers: 12.418 Scheidsrechter: Tamás Bognár (HUN) Video-assistent: Sascha Stegemann (GER) |

|                                                                                 |                                    |       |                                                   | |
| 12 juni UEFA Nations League Groep C2 № 392 «onderlinge duels» 14:00 uur (UTC+1) | Noord-Ierland                      | 2 – 2 | Cyprus                                            | Windsor Park, Belfast Toeschouwers: 16.454 Scheidsrechter: Ricardo de Burgos Bengoetxea (ESP) Video-assistent: José Munuera Montero (ESP) |
| 12 juni UEFA Nations League Groep C2 № 392 «onderlinge duels» 14:00 uur (UTC+1) | Paddy McNair 71' Jonny Evans 90+4' |       | 32' Andronikos Kakoullis 51' Andronikos Kakoullis | Windsor Park, Belfast Toeschouwers: 16.454 Scheidsrechter: Ricardo de Burgos Bengoetxea (ESP) Video-assistent: José Munuera Montero (ESP) |

|                                                                                      |                     |       |             | |
| 24 september UEFA Nations League Groep C2 № 393 «onderlinge duels» 21:45 uur (UTC+3) | Cyprus              | 1 – 0 | Griekenland | AEK Arena - Georgios Karapatakis, Larnaca Toeschouwers: 4.548 Scheidsrechter: Aleksej Koelbakov (BLR) Video-assistent: Bartosz Frankowski (POL) |
| 24 september UEFA Nations League Groep C2 № 393 «onderlinge duels» 21:45 uur (UTC+3) | Marinos Tzionis 18' |       |             | AEK Arena - Georgios Karapatakis, Larnaca Toeschouwers: 4.548 Scheidsrechter: Aleksej Koelbakov (BLR) Video-assistent: Bartosz Frankowski (POL) |

|                                                                                      |                                                                                                |       |                      | |
| 27 september UEFA Nations League Groep C2 № 394 «onderlinge duels» 20:45 uur (UTC+2) | Kosovo                                                                                         | 5 – 1 | Cyprus               | Fadil Vokrristadion, Pristina Toeschouwers: 10.400 Scheidsrechter: Kristo Tohver (EST) Video-assistent: Gianluca Aureliano (ITA) |
| 27 september UEFA Nations League Groep C2 № 394 «onderlinge duels» 20:45 uur (UTC+2) | Florent Muslija 22' Donat Rrudhani 45+1' Elbasan Rashani 47' Vedat Muriqi 52' Vedat Muriqi 84' |       | 81' Valentin Roberge | Fadil Vokrristadion, Pristina Toeschouwers: 10.400 Scheidsrechter: Kristo Tohver (EST) Video-assistent: Gianluca Aureliano (ITA) |

|                                                                          |        |                                   |           | |
| 16 november Vriendschappelijk № 395 «onderlinge duels» 20:00 uur (UTC+2) | Cyprus | 0 – 2                             | Bulgarije | AEK Arena - Georgios Karapatakis, Larnaca Toeschouwers: 1.000 Scheidsrechter: Trustin Farrugia Cann (MLT) |
| 16 november Vriendschappelijk № 395 «onderlinge duels» 20:00 uur (UTC+2) |        | 24' Kiril Despodov 71' Spas Delev |           | AEK Arena - Georgios Karapatakis, Larnaca Toeschouwers: 1.000 Scheidsrechter: Trustin Farrugia Cann (MLT) |

|                                                                          |                                 |       |                                                                     |                                                                                         |
| 20 november Vriendschappelijk № 396 «onderlinge duels» 18:30 uur (UTC+2) | Israël                          | 2 – 3 | Cyprus                                                              | HaMoshavastadion, Petach Tikwa Toeschouwers: 8.000 Scheidsrechter: Arda Kardeşler (TUR) |
| 20 november Vriendschappelijk № 396 «onderlinge duels» 18:30 uur (UTC+2) | Oscar Gloukh 66' Tai Baribo 67' |       | 2' Charalampos Charalampous 24' Ioannis Pittas 82' Michalis Ioannou | HaMoshavastadion, Petach Tikwa Toeschouwers: 8.000 Scheidsrechter: Arda Kardeşler (TUR) |

### 2023
|                                                                           |                                                           |       |        | |
| 25 maart EK-kwalificatie Groep A № 397 «onderlinge duels» 14:00 uur (UTC) | Schotland                                                 | 3 – 0 | Cyprus | Hampden Park, Glasgow Toeschouwers: 48.195 Scheidsrechter: Duje Strukan (CRO) Video-assistent: Ivan Bebek (CRO) |
| 25 maart EK-kwalificatie Groep A № 397 «onderlinge duels» 14:00 uur (UTC) | John McGinn 21' Scott McTominay 87' Scott McTominay 90+3' |       |        | Hampden Park, Glasgow Toeschouwers: 48.195 Scheidsrechter: Duje Strukan (CRO) Video-assistent: Ivan Bebek (CRO) |

|                                                                       |                                           |       |                                         | |
| 28 maart Vriendschappelijk № 398 «onderlinge duels» 19:00 uur (UTC+4) | Armenië                                   | 2 – 2 | Cyprus                                  | Republikeins Stadion Vazgen Sargsian, Jerevan Toeschouwers: onb. Scheidsrechter: Dumitru Muntean (MDA) |
| 28 maart Vriendschappelijk № 398 «onderlinge duels» 19:00 uur (UTC+4) | Grant-Leon Ranos 50' Grant-Leon Ranos 59' |       | 43' Andreas Karo 83' Dimitris Christofi | Republikeins Stadion Vazgen Sargsian, Jerevan Toeschouwers: onb. Scheidsrechter: Dumitru Muntean (MDA) |

|                                                                            |                           |       |                                                 | |
| 17 juni EK-kwalificatie Groep A № 399 «onderlinge duels» 21:45 uur (UTC+3) | Cyprus                    | 1 – 2 | Georgië                                         | AEK Arena - Georgios Karapatakis, Larnaca Toeschouwers: 3.763 Scheidsrechter: Fábio Veríssimo (POR) Video-assistent: Tiago Martins (POR) |
| 17 juni EK-kwalificatie Groep A № 399 «onderlinge duels» 21:45 uur (UTC+3) | Ioannis Pittas 40' (pen.) |       | 31' Georges Mikautadze 84' Zoeriko Davitasjvili | AEK Arena - Georgios Karapatakis, Larnaca Toeschouwers: 3.763 Scheidsrechter: Fábio Veríssimo (POR) Video-assistent: Tiago Martins (POR) |

|                                                                            |                                                                            |       |                         | |
| 20 juni EK-kwalificatie Groep A № 400 «onderlinge duels» 20:45 uur (UTC+2) | Noorwegen                                                                  | 3 – 1 | Cyprus                  | Ullevaalstadion, Oslo Toeschouwers: 23.643 Scheidsrechter: Aleksandar Stavrev (MKD) Video-assistent: Paolo Valeri (ITA) |
| 20 juni EK-kwalificatie Groep A № 400 «onderlinge duels» 20:45 uur (UTC+2) | Ola Solbakken 12' Erling Braut Haaland 56' (pen.) Erling Braut Haaland 60' |       | 90+3' Grigoris Kastanos | Ullevaalstadion, Oslo Toeschouwers: 23.643 Scheidsrechter: Aleksandar Stavrev (MKD) Video-assistent: Paolo Valeri (ITA) |

|                                                                                |        |                                                      |           | |
| 8 september EK-kwalificatie Groep A № 401 «onderlinge duels» 21:45 uur (UTC+3) | Cyprus | 0 – 3                                                | Schotland | AEK Arena - Georgios Karapatakis, Larnaca Toeschouwers: 6.633 Scheidsrechter: Balázs Berke (HUN) Video-assistent: Tamás Bognár (HUN) |
| 8 september EK-kwalificatie Groep A № 401 «onderlinge duels» 21:45 uur (UTC+3) |        | 6' Scott McTominay 16' Ryan Porteous 30' John McGinn |           | AEK Arena - Georgios Karapatakis, Larnaca Toeschouwers: 6.633 Scheidsrechter: Balázs Berke (HUN) Video-assistent: Tamás Bognár (HUN) |

|                                                                                 |                                                                                         |       |        | |
| 12 september EK-kwalificatie Groep A № 402 «onderlinge duels» 20:45 uur (UTC+2) | Spanje                                                                                  | 6 – 0 | Cyprus | Estadio Nuevo Los Cármenes, Granada Toeschouwers: 17.311 Scheidsrechter: Simone Sozza (ITA) Video-assistent: Maurizio Mariani (ITA) |
| 12 september EK-kwalificatie Groep A № 402 «onderlinge duels» 20:45 uur (UTC+2) | Gavi 18' Mikel Merino 33' Joselu 70' Ferran Torres 73' Álex Baena 77' Ferran Torres 83' |       |        | Estadio Nuevo Los Cármenes, Granada Toeschouwers: 17.311 Scheidsrechter: Simone Sozza (ITA) Video-assistent: Maurizio Mariani (ITA) |

|                                                                               |        |                                                                                             |           | |
| 12 oktober EK-kwalificatie Groep A № 403 «onderlinge duels» 21:45 uur (UTC+3) | Cyprus | 0 – 4                                                                                       | Noorwegen | AEK Arena - Georgios Karapatakis, Larnaca Toeschouwers: 7.206 Scheidsrechter: Donatas Rumšas (LTU) Video-assistent: Tiago Martins (POR) |
| 12 oktober EK-kwalificatie Groep A № 403 «onderlinge duels» 21:45 uur (UTC+3) |        | 33' Alexander Sørloth 65' Erling Braut Haaland 72' Erling Braut Haaland 81' Fredrik Aursnes |           | AEK Arena - Georgios Karapatakis, Larnaca Toeschouwers: 7.206 Scheidsrechter: Donatas Rumšas (LTU) Video-assistent: Tiago Martins (POR) |

|                                                                               | |       |        | |
| 15 oktober EK-kwalificatie Groep A № 404 «onderlinge duels» 17:00 uur (UTC+4) | Georgië                                                                                             | 4 – 0 | Cyprus | Micheil Meschistadion, Tbilisi Toeschouwers: 15.781 Scheidsrechter: Robert Jones (ENG) Video-assistent: David Coote (ENG) |
| 15 oktober EK-kwalificatie Groep A № 404 «onderlinge duels» 17:00 uur (UTC+4) | Otar Kiteisjvili 46' Chvitsja Kvaratschelia 58' Levan Sjengelia 82' Georges Mikautadze 90+5' (pen.) |       |        | Micheil Meschistadion, Tbilisi Toeschouwers: 15.781 Scheidsrechter: Robert Jones (ENG) Video-assistent: David Coote (ENG) |

|                                                                                |                   |       |                                                | |
| 16 november EK-kwalificatie Groep A № 405 «onderlinge duels» 19:00 uur (UTC+2) | Cyprus            | 1 – 3 | Spanje                                         | Limasol Arena, Kolossi Toeschouwers: 9.667 Scheidsrechter: Mykola Balakin (UKR) Video-assistent: Kateryna Monzoel (UKR) |
| 16 november EK-kwalificatie Groep A № 405 «onderlinge duels» 19:00 uur (UTC+2) | Kostas Pileas 75' |       | 5' Lamine Yamal 22' Mikel Oyarzabal 28' Joselu | Limasol Arena, Kolossi Toeschouwers: 9.667 Scheidsrechter: Mykola Balakin (UKR) Video-assistent: Kateryna Monzoel (UKR) |

|                                                                          |                    |       |          |                                                                                |
| 19 november Vriendschappelijk № 406 «onderlinge duels» 18:00 uur (UTC+2) | Cyprus             | 1 – 0 | Litouwen | Limasol Arena, Kolossi Toeschouwers: 1.169 Scheidsrechter: Marcel Bîrsan (ROU) |
| 19 november Vriendschappelijk № 406 «onderlinge duels» 18:00 uur (UTC+2) | Ioannis Pittas 22' |       |          | Limasol Arena, Kolossi Toeschouwers: 1.169 Scheidsrechter: Marcel Bîrsan (ROU) |

### 2024
|                                                                       |                    |       |                      | |
| 21 maart Vriendschappelijk № 407 «onderlinge duels» 19:00 uur (UTC+2) | Cyprus             | 1 – 1 | Letland              | AEK Arena - Georgios Karapatakis, Larnaca Toeschouwers: 1.000 Scheidsrechter: Lukas Fähndrich (SUI) |
| 21 maart Vriendschappelijk № 407 «onderlinge duels» 19:00 uur (UTC+2) | Ioannis Pittas 34' |       | 85' Andrejs Cigaņiks | AEK Arena - Georgios Karapatakis, Larnaca Toeschouwers: 1.000 Scheidsrechter: Lukas Fähndrich (SUI) |

|                                                                       |        |                            |        | |
| 25 maart Vriendschappelijk № 408 «onderlinge duels» 19:00 uur (UTC+2) | Cyprus | 0 – 1                      | Servië | AEK Arena - Georgios Karapatakis, Larnaca Toeschouwers: 1.938 Scheidsrechter: Marco Di Bello (ITA) |
| 25 maart Vriendschappelijk № 408 «onderlinge duels» 19:00 uur (UTC+2) |        | 7' Sergej Milinković-Savić |        | AEK Arena - Georgios Karapatakis, Larnaca Toeschouwers: 1.938 Scheidsrechter: Marco Di Bello (ITA) |

|                                                                     |                                                         |       |                                         |                                                                                  |
| 8 juni Vriendschappelijk № 409 «onderlinge duels» 19:00 uur (UTC+3) | Moldavië                                                | 3 – 2 | Cyprus                                  | Zimbrustadion, Chisinau Toeschouwers: 4.000 Scheidsrechter: Denys Sjoerman (UKR) |
| 8 juni Vriendschappelijk № 409 «onderlinge duels» 19:00 uur (UTC+3) | Nichita Moțpan 44' Victor Stînă 71' Victor Bogaciuc 78' |       | 51' Danilo Špoljarić 53' Ioannis Pittas | Zimbrustadion, Chisinau Toeschouwers: 4.000 Scheidsrechter: Denys Sjoerman (UKR) |

|                                                                      |                     |       |                                                                                            |                                                                                     |
| 11 juni Vriendschappelijk № 410 «onderlinge duels» 18:00 uur (UTC+2) | San Marino          | 1 – 4 | Cyprus                                                                                     | Stadio Olimpico, Serravalle Toeschouwers: 358 Scheidsrechter: Ishmael Barbara (MLT) |
| 11 juni Vriendschappelijk № 410 «onderlinge duels» 18:00 uur (UTC+2) | Simone Giocondi 81' |       | 45+2' Giannis Satsias 53' Grigoris Kastanos 54' Grigoris Kastanos 83' Andronikos Kakoullis | Stadio Olimpico, Serravalle Toeschouwers: 358 Scheidsrechter: Ishmael Barbara (MLT) |

|                                                                                     |          |                    |        | |
| 6 september UEFA Nations League Groep C2 № 411 «onderlinge duels» 19:00 uur (UTC+3) | Litouwen | 0 – 1              | Cyprus | Sūduvastadion, Marijampolė Toeschouwers: 4.905 Scheidsrechter: Igor Pajač (CRO) Video-assistent: Mario Zebec (CRO) |
| 6 september UEFA Nations League Groep C2 № 411 «onderlinge duels» 19:00 uur (UTC+3) |          | 34' Ioannis Pittas |        | Sūduvastadion, Marijampolė Toeschouwers: 4.905 Scheidsrechter: Igor Pajač (CRO) Video-assistent: Mario Zebec (CRO) |

|                                                                                     |        |                                                                                  |        | |
| 9 september UEFA Nations League Groep C2 № 412 «onderlinge duels» 19:00 uur (UTC+3) | Cyprus | 0 – 4                                                                            | Kosovo | AEK Arena - Georgios Karapatakis, Larnaca Toeschouwers: 2.041 Scheidsrechter: Sebastian Gishamer (AUT) Video-assistent: Alan Kijas (AUT) |
| 9 september UEFA Nations League Groep C2 № 412 «onderlinge duels» 19:00 uur (UTC+3) |        | 9' (pen.) Vedat Muriqi 21' Vedat Muriqi 48' Albion Rrahmani 55' Lumbardh Dellova |        | AEK Arena - Georgios Karapatakis, Larnaca Toeschouwers: 2.041 Scheidsrechter: Sebastian Gishamer (AUT) Video-assistent: Alan Kijas (AUT) |

|                                                                                    |        |                                                          |          | |
| 12 oktober UEFA Nations League Groep C2 № 413 «onderlinge duels» 21:45 uur (UTC+3) | Cyprus | 0 – 3                                                    | Roemenië | AEK Arena - Georgios Karapatakis, Larnaca Toeschouwers: 6.092 Scheidsrechter: Sascha Stegemann (GER) Video-assistent: Bastian Dankert (GER) |
| 12 oktober UEFA Nations League Groep C2 № 413 «onderlinge duels» 21:45 uur (UTC+3) |        | 16' Dennis Man 25' (pen.) Răzvan Marin 36' Radu Drăgușin |          | AEK Arena - Georgios Karapatakis, Larnaca Toeschouwers: 6.092 Scheidsrechter: Sascha Stegemann (GER) Video-assistent: Bastian Dankert (GER) |

|                                                                                    |                                                      |       |        | |
| 15 oktober UEFA Nations League Groep C2 № 414 «onderlinge duels» 20:45 uur (UTC+2) | Kosovo                                               | 3 – 0 | Cyprus | Fadil Vokrristadion, Pristina Toeschouwers: 12.863 Scheidsrechter: Matej Jug (SVN) Video-assistent: Asmir Sagrković (SVN) |
| 15 oktober UEFA Nations League Groep C2 № 414 «onderlinge duels» 20:45 uur (UTC+2) | Amir Rrahmani 30' Ermal Krasniqi 52' Emir Sahiti 70' |       |        | Fadil Vokrristadion, Pristina Toeschouwers: 12.863 Scheidsrechter: Matej Jug (SVN) Video-assistent: Asmir Sagrković (SVN) |

|                                                                                     |                                           |       |                     | |
| 15 november UEFA Nations League Groep C2 № 415 «onderlinge duels» 19:00 uur (UTC+2) | Cyprus                                    | 2 – 1 | Litouwen            | AEK Arena - Georgios Karapatakis, Larnaca Toeschouwers: 1.733 Scheidsrechter: Nenad Minaković (SRB) Video-assistent: Momčilo Marković (SRB) |
| 15 november UEFA Nations League Groep C2 № 415 «onderlinge duels» 19:00 uur (UTC+2) | Grigoris Kastanos 18' Marinos Tzionis 63' |       | 47' Gvidas Gineitis | AEK Arena - Georgios Karapatakis, Larnaca Toeschouwers: 1.733 Scheidsrechter: Nenad Minaković (SRB) Video-assistent: Momčilo Marković (SRB) |

|                                                                                     |                                                                         |       |                    | |
| 18 november UEFA Nations League Groep C2 № 416 «onderlinge duels» 21:45 uur (UTC+2) | Roemenië                                                                | 4 – 1 | Cyprus             | Arena Națională, Boekarest Toeschouwers: 45.318 Scheidsrechter: Luca Pairetto (ITA) Video-assistent: Paolo Mazzoleni (ITA) |
| 18 november UEFA Nations League Groep C2 № 416 «onderlinge duels» 21:45 uur (UTC+2) | Daniel Bîrligea 2' Răzvan Marin 42' Răzvan Marin 80' Florinel Coman 83' |       | 52' Ioannis Pittas | Arena Națională, Boekarest Toeschouwers: 45.318 Scheidsrechter: Luca Pairetto (ITA) Video-assistent: Paolo Mazzoleni (ITA) |

### 2025
|                                                                             |                                             |       |            | |
| 21 maart WK-kwalificatie Groep H № 417 «onderlinge duels» 19:00 uur (UTC+2) | Cyprus                                      | 2 – 0 | San Marino | AEK Arena - Georgios Karapatakis, Larnaca Toeschouwers: 2.336 Scheidsrechter: Andris Treimanis (LVA) Video-assistent: Kristaps Ratnieks (LVA) |
| 21 maart WK-kwalificatie Groep H № 417 «onderlinge duels» 19:00 uur (UTC+2) | Ioannis Pittas 55' Andronikos Kakoullis 86' |       |            | AEK Arena - Georgios Karapatakis, Larnaca Toeschouwers: 2.336 Scheidsrechter: Andris Treimanis (LVA) Video-assistent: Kristaps Ratnieks (LVA) |

|                                                                             |                                              |       |                      | |
| 24 maart WK-kwalificatie Groep H № 418 «onderlinge duels» 20:45 uur (UTC+1) | Bosnië en Herzegovina                        | 2 – 1 | Cyprus               | Bilino Polje, Zenica Toeschouwers: 7.464 Scheidsrechter: Rohit Saggi (NOR) Video-assistent: Tom Harald Hagen (NOR) |
| 24 maart WK-kwalificatie Groep H № 418 «onderlinge duels» 20:45 uur (UTC+1) | Ermedin Demirović 22' Haris Hajradinović 56' |       | 45+2' Ioannis Pittas | Bilino Polje, Zenica Toeschouwers: 7.464 Scheidsrechter: Rohit Saggi (NOR) Video-assistent: Tom Harald Hagen (NOR) |

|                                                                     |                                                  |       |                                               |                                                                                       |
| 6 juni Vriendschappelijk № 419 «onderlinge duels» 19:00 uur (UTC+3) | Bulgarije                                        | 2 – 2 | Cyprus                                        | Christo Botevstadion, Plovdiv Toeschouwers: 896 Scheidsrechter: Igor Stojčevski (MKD) |
| 6 juni Vriendschappelijk № 419 «onderlinge duels» 19:00 uur (UTC+3) | Aleksandar Kolev 27' Aleksandar Kolev 61' (pen.) |       | 42' Nikolas Koutsakos 86' Konstantinos Laifis | Christo Botevstadion, Plovdiv Toeschouwers: 896 Scheidsrechter: Igor Stojčevski (MKD) |

|                                                                            |                                    |       |        | |
| 10 juni WK-kwalificatie Groep H № 420 «onderlinge duels» 21:45 uur (UTC+3) | Roemenië                           | 2 – 0 | Cyprus | Arena Națională, Boekarest Toeschouwers: 45.324 Scheidsrechter: Donatas Rumšas (LTU) Video-assistent: Donatas Šimėnas (LTU) |
| 10 juni WK-kwalificatie Groep H № 420 «onderlinge duels» 21:45 uur (UTC+3) | Florin Tănase 43' Dennis Man 45+2' |       |        | Arena Națională, Boekarest Toeschouwers: 45.324 Scheidsrechter: Donatas Rumšas (LTU) Video-assistent: Donatas Šimėnas (LTU) |

|                                                                                |            |   |        |                                                                    |
| 6 september WK-kwalificatie Groep H № 421 «onderlinge duels» 20:45 uur (UTC+2) | Oostenrijk | – | Cyprus | Raiffeisen Arena, Linz Toeschouwers: n.n.b. Scheidsrechter: n.n.b. |
| 6 september WK-kwalificatie Groep H № 421 «onderlinge duels» 20:45 uur (UTC+2) |            |   |        | Raiffeisen Arena, Linz Toeschouwers: n.n.b. Scheidsrechter: n.n.b. |

|                                                                                |        |   |          |                                                                  |
| 9 september WK-kwalificatie Groep H № 422 «onderlinge duels» 21:45 uur (UTC+3) | Cyprus | – | Roemenië | GSP-stadion, Nicosia Toeschouwers: n.n.b. Scheidsrechter: n.n.b. |
| 9 september WK-kwalificatie Groep H № 422 «onderlinge duels» 21:45 uur (UTC+3) |        |   |          | GSP-stadion, Nicosia Toeschouwers: n.n.b. Scheidsrechter: n.n.b. |

|                                                                              |        |   |                       |                                                                                       |
| 9 oktober WK-kwalificatie Groep H № 423 «onderlinge duels» 21:45 uur (UTC+3) | Cyprus | – | Bosnië en Herzegovina | AEK Arena - Georgios Karapatakis, Larnaca Toeschouwers: n.n.b. Scheidsrechter: n.n.b. |
| 9 oktober WK-kwalificatie Groep H № 423 «onderlinge duels» 21:45 uur (UTC+3) |        |   |                       | AEK Arena - Georgios Karapatakis, Larnaca Toeschouwers: n.n.b. Scheidsrechter: n.n.b. |

|                                                                               |            |   |        |                                                                         |
| 12 oktober WK-kwalificatie Groep H № 424 «onderlinge duels» 15:00 uur (UTC+2) | San Marino | – | Cyprus | Stadio Olimpico, Serravalle Toeschouwers: n.n.b. Scheidsrechter: n.n.b. |
| 12 oktober WK-kwalificatie Groep H № 424 «onderlinge duels» 15:00 uur (UTC+2) |            |   |        | Stadio Olimpico, Serravalle Toeschouwers: n.n.b. Scheidsrechter: n.n.b. |

|                                                                                |        |   |            |                                                                    |
| 15 november WK-kwalificatie Groep H № 425 «onderlinge duels» 19:00 uur (UTC+2) | Cyprus | – | Oostenrijk | Limasol Arena, Kolossi Toeschouwers: n.n.b. Scheidsrechter: n.n.b. |
| 15 november WK-kwalificatie Groep H № 425 «onderlinge duels» 19:00 uur (UTC+2) |        |   |            | Limasol Arena, Kolossi Toeschouwers: n.n.b. Scheidsrechter: n.n.b. |

|                                                                       |        |   |         |                                                    |
| 18 november Vriendschappelijk № 426 «onderlinge duels» n.n.b. (UTC+2) | Cyprus | – | Estland | n.n.b. Toeschouwers: n.n.b. Scheidsrechter: n.n.b. |
| 18 november Vriendschappelijk № 426 «onderlinge duels» n.n.b. (UTC+2) |        |   |         | n.n.b. Toeschouwers: n.n.b. Scheidsrechter: n.n.b. |

KOP · A-internationals · Bondscoaches · Statistieken · Cypriotisch vrouwenelftal · Cyprus U21 · Cyprus U20 · Cyprus U19 · Cyprus U18 · Cyprus U17 · Cyprus U16
1960 – 1969 · 
1970 – 1979 · 
1980 – 1989 · 
1990 – 1999 · 
2000 – 2009 · 
2010 – 2019 ·
2020 − 2029
1960 · 
1961 · 
1962 · 
1963 · 
1964 · 
1965 · 
1966 · 
1967 · 
1968 · 
1969 · 
1970 · 
1971 · 
1972 · 
1973 · 
1974 · 
1975 · 
1976 · 
1977 · 
1978 · 
1979 · 
1980 · 
1981 · 
1982 · 
1983 · 
1984 · 
1985 · 
1986 · 
1987 · 
1988 · 
1989 · 
1990 · 
1991 · 
1992 · 
1993 · 
1994 · 
1995 · 
1996 · 
1997 · 
1998 · 
1999 · 
2000 · 
2001 · 
2002 · 
2003 · 
2004 · 
2005 · 
2006 · 
2007 · 
2008 · 
2009 · 
2010 · 
2011 · 
2012 · 
2013 ·
2014 ·
2015 ·
2016 ·
2017 ·
2018 ·
2019 ·
2020 ·
2021 ·
2022
Albanië ·
Andorra ·
Armenië ·
Azerbeidzjan ·
België ·
Bosnië en Herzegovina ·
Bulgarije ·
Canada ·
Denemarken ·
Duitsland ·
Engeland ·
Estland ·
Faeröer ·
Finland ·
Frankrijk ·
Georgië ·
Gibraltar · 
Griekenland ·
Hongarije ·
Ierland ·
IJsland ·
Irak ·
Iran ·
Israël ·
Italië ·
Japan ·
Joegoslavië ·
Jordanië ·
Kazachstan ·
Koeweit ·
Kosovo ·
Kroatië ·
Letland ·
Libanon ·
Litouwen ·
Luxemburg ·
Malta ·
Moldavië ·
Montenegro ·
Nederland ·
Noord-Ierland ·
Noord-Macedonië ·
Noorwegen ·
Oekraïne ·
Oostenrijk ·
Polen ·
Portugal ·
Roemenië ·
Rusland ·
San Marino ·
Saoedi-Arabië ·
Schotland ·
Servië ·
Slovenië ·
Slowakije ·
Sovjet-Unie ·
Spanje ·
Syrië ·
Tsjechië ·
Tsjecho-Slowakije ·
Wales ·
Wit-Rusland ·
Zweden ·
Zwitserland
CONMEBOL: Argentinië · Bolivia · Brazilië · Chili · Colombia · Ecuador · Paraguay · Peru · Uruguay · Venezuela

UEFA: Albanië · Andorra · Armenië · Azerbeidzjan · België · Bosnië en Herzegovina · Bulgarije · Cyprus · Denemarken · Duitsland · Engeland · Estland · Faeröer · Finland · Frankrijk · Georgië · Gibraltar · Griekenland · Hongarije · IJsland · Ierland · Israël · Italië · Kazachstan · Kosovo · Kroatië · Letland · Liechtenstein · Litouwen · Luxemburg · Malta · Moldavië · Montenegro · Nederland · Noord-Ierland · Noord-Macedonië · Noorwegen · Oekraïne · Oostenrijk · Polen · Portugal · Roemenië · Rusland · San Marino · Schotland · Servië · Slovenië · Slowakije · Spanje · Tsjechië · Turkije · Wales · Wit-Rusland · Zweden · Zwitserland

AFC: Australië · China · Irak · Iran · Japan · Libanon · Oezbekistan · Oman · Qatar · Saoedi-Arabië · Syrië · Verenigde Arabische Emiraten · Vietnam · Zuid-Korea

CAF: Algerije · Burkina Faso · Congo-Kinshasa · Egypte · Ghana · Ivoorkust · Kaapverdië · Kameroen · Mali · Marokko · Nigeria · Senegal · Tunesië · Zuid-Afrika

CONCACAF: Canada · Costa Rica · Curaçao · El Salvador · Honduras · Jamaica · Mexico · Panama · Suriname · Verenigde Staten

OFC: Nieuw-Zeeland